# Jean-Louis Loir
Pour les articles homonymes, voir Jean-Louis Loir (prêtre) et Loir.
Jean-Louis Loir (1684-1767) est directeur de la monnaie à Besançon, puis à Lyon.

## Biographie
Jean-Louis Loir a exercé la fonction de directeur de la monnaie à Besançon. Il est mentionné à cette fonction dès 1712  .
Puis, il prend l'office de directeur de la monnaie de Lyon en 1730 à la suite d'Antoine Laisné 
Jean-Louis Loir eut 8 enfants. Son fils Jean-Louis Loir mourut martyr sur les Pontons de Rochefort. Il a été béatifié par Jean-Paul II le 1er octobre 1995.